# Самый ценный игрок матча всех звёзд женской НБА
Самый ценный игрок матча всех звёзд женской НБА (MVP ASG WNBA) (англ. WNBA All-Star Game Most Valuable Player Award) — ежегодная награда, присуждаемая самому ценному игроку по итогам матча всех звёзд женской национальной баскетбольной ассоциации (ВНБА), которая была введена в сезоне 1999 года. Голосование проходит среди журналистов и комментаторов, присутствующих на матче. Титул присуждается игроку, набравшему максимальное количество голосов.
В 2008 и 2012 годах титул не присуждался, так как матч всех звёзд не проводился из-за проведения Олимпийских игр. В 2004 и 2010 годах проводились альтернативные встречи всех звёзд ВНБА, которые назывались «Игра в Радио-Сити» (англ. "The Game at Radio City") и «Звёзды на солнце» (англ. "Stars at the Sun") соответственно.
Лишь четыре игрока выигрывали эту награду больше одного раза: Лиза Лесли и Майя Мур — три раза, Свин Кэш и Арике Огунбовале — дважды. В 2001 году Лесли установила феноменальное достижение, которое пока что повторить никто не смог, выиграв три титула MVP в одном сезоне, став обладательницей не только этого приза, но и была признана самым ценным игроком регулярного чемпионата и финальной серии. Кэш же является единственной баскетболисткой, которая была признана MVP ASG WNBA, будучи игроком проигравшей команды. Ни разу обладателем этого почётного трофея не становилась иностранная баскетболистка. Действующим победителем данной номинации является Нафиса Коллиер из команды «Миннесота Линкс».

## Легенда к списку
| ^                | Помечены игроки, выступающие в женской НБА по сей день                                   |
| *                | Избраны в Зал славы баскетбола                                                           |
| Игрок (X)        | Количество побед в данной номинации                                                      |
| Игрок (курсивом) | Игроки, признававшиеся самым ценным игроком альтернативных Матчей всех звёзд женской НБА |

## Победители

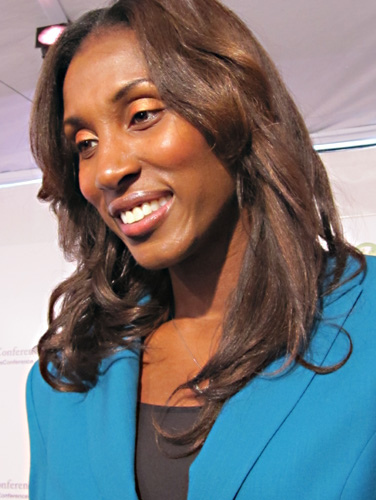
Лиза Лесли три раза признавалась MVP Матча всех звёзд женской НБА

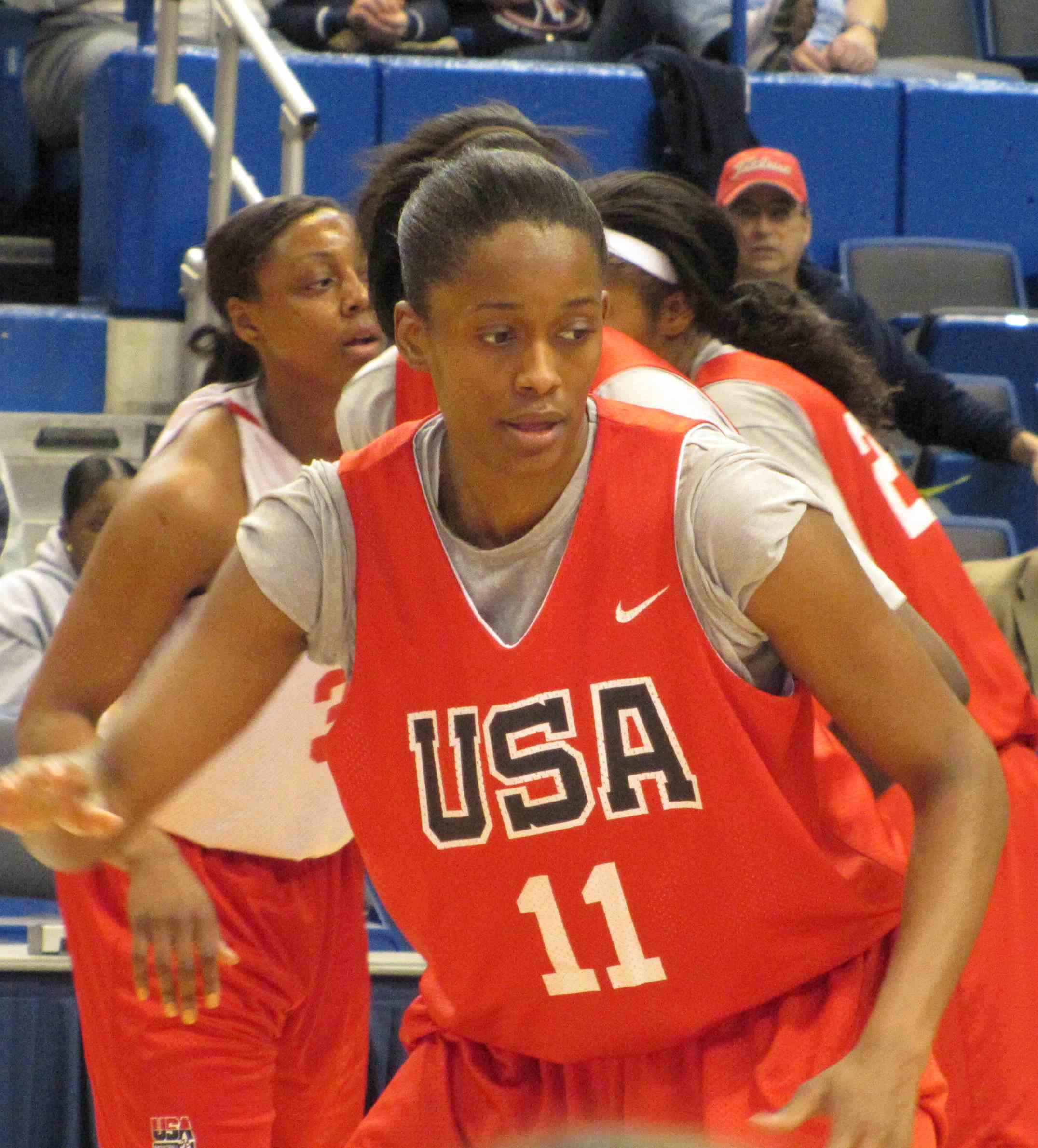
Свин Кэш два раза выигрывала эту награду

| Сезон | Игрок | Национальность | Позиция | Команда | Ссылки |
| ----- | --- | --- | --- | --- | --- |
| 1999  | Лиза Лесли* | США | Центровая | Лос-Анджелес Спаркс | [ 1 ] [ 2 ] |
| 2000  | Тина Томпсон* | США | Форвард | Хьюстон Кометс | [ 3 ] [ 4 ] |
| 2001  | Лиза Лесли* (2) | США | Центровая | Лос-Анджелес Спаркс | [ 5 ] [ 6 ] |
| 2002  | Лиза Лесли* (3) | США | Центровая | Лос-Анджелес Спаркс | [ 7 ] [ 8 ] |
| 2003  | Никки Тисли | США | Защитник | Лос-Анджелес Спаркс | [ 9 ] [ 10 ] |
| 2004  | Иоланда Гриффит* | США | Защитник | Сакраменто Монархс | [ 11 ] [ 12 ] |
| 2005  | Шерил Свупс* | США | Защитник / Форвард | Хьюстон Кометс | [ 13 ] [ 14 ] |
| 2006  | Кэти Дуглас | США | Защитник / Форвард | Коннектикут Сан | [ 15 ] [ 16 ] |
| 2007  | Шерил Форд | США | Форвард | Детройт Шок | [ 17 ] [ 18 ] |
| 2008  | Матч не состоялся из-за проведения летних Олимпийских игр 2008 года в Пекине | Матч не состоялся из-за проведения летних Олимпийских игр 2008 года в Пекине | Матч не состоялся из-за проведения летних Олимпийских игр 2008 года в Пекине | Матч не состоялся из-за проведения летних Олимпийских игр 2008 года в Пекине | Матч не состоялся из-за проведения летних Олимпийских игр 2008 года в Пекине |
| 2009  | Свин Кэш* | США | Форвард | Сиэтл Шторм | [ 19 ] [ 20 ] |
| 2010  | Сильвия Фаулз* | США | Центровая | Чикаго Скай | [ 21 ] |
| 2011  | Свин Кэш* (2) | США | Форвард | Сиэтл Шторм | [ 22 ] [ 23 ] |
| 2012  | Матч не состоялся из-за проведения летних Олимпийских игр 2012 года в Лондоне | Матч не состоялся из-за проведения летних Олимпийских игр 2012 года в Лондоне | Матч не состоялся из-за проведения летних Олимпийских игр 2012 года в Лондоне | Матч не состоялся из-за проведения летних Олимпийских игр 2012 года в Лондоне | Матч не состоялся из-за проведения летних Олимпийских игр 2012 года в Лондоне |
| 2013  | Кэндис Паркер | США | Форвард / Центровая | Лос-Анджелес Спаркс | [ 24 ] [ 25 ] |
| 2014  | Шони Шиммель | США | Защитник | Атланта Дрим | [ 26 ] [ 27 ] |
| 2015  | Майя Мур* | США | Форвард | Миннесота Линкс | [ 28 ] [ 29 ] |
| 2016  | Матч не состоялся из-за проведения летних Олимпийских игр 2016 года в Рио-де-Жанейро                                                                                             | Матч не состоялся из-за проведения летних Олимпийских игр 2016 года в Рио-де-Жанейро                                                                                             | Матч не состоялся из-за проведения летних Олимпийских игр 2016 года в Рио-де-Жанейро                                                                                             | Матч не состоялся из-за проведения летних Олимпийских игр 2016 года в Рио-де-Жанейро                                                                                             | Матч не состоялся из-за проведения летних Олимпийских игр 2016 года в Рио-де-Жанейро                                                                                             |
| 2017  | Майя Мур* (2) | США | Форвард | Миннесота Линкс | [ 30 ] [ 31 ] |
| 2018  | Майя Мур* (3) | США | Форвард | Миннесота Линкс | [ 32 ] [ 33 ] |
| 2019  | Эрика Уилер^ | США | Защитник | Индиана Фивер | [ 34 ] [ 35 ] |
| 2020  | Матч не состоялся из-за проведения летних Олимпийских игр 2020 года в Токио, которые из-за глобальной пандемии коронавирусной инфекции COVID-19 были перенесены на следующий год | Матч не состоялся из-за проведения летних Олимпийских игр 2020 года в Токио, которые из-за глобальной пандемии коронавирусной инфекции COVID-19 были перенесены на следующий год | Матч не состоялся из-за проведения летних Олимпийских игр 2020 года в Токио, которые из-за глобальной пандемии коронавирусной инфекции COVID-19 были перенесены на следующий год | Матч не состоялся из-за проведения летних Олимпийских игр 2020 года в Токио, которые из-за глобальной пандемии коронавирусной инфекции COVID-19 были перенесены на следующий год | Матч не состоялся из-за проведения летних Олимпийских игр 2020 года в Токио, которые из-за глобальной пандемии коронавирусной инфекции COVID-19 были перенесены на следующий год |
| 2021  | Арике Огунбовале^ | США | Защитник | Даллас Уингз | [ 36 ] [ 37 ] |
| 2022  | Келси Плам^ | США | Защитник | Лас-Вегас Эйсес | [ 38 ] [ 39 ] |
| 2023  | Джуэл Лойд^ | США | Защитник | Сиэтл Шторм | [ 40 ] [ 41 ] |
| 2024  | Арике Огунбовале^ (2) | США | Защитник | Даллас Уингз | [ 42 ] [ 43 ] |
| 2025  | Нафиса Коллиер^ | США | Форвард | Миннесота Линкс | [ 44 ] [ 45 ] |